# José Narro Robles

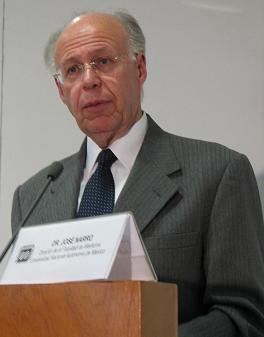
José Ramón Narro Robles

José Ramón Narro Robles (Saltillo, 5 september 1948) is een Mexicaans medicus. Sinds 2007 is hij rector van de Nationale Autonome Universiteit van Mexico (UNAM).
Narro Robles studeerde geneeskunde aan de UNAM, en studeerde af in de chirurgie met een eervolle vermelding. Hij volgde vervolgstudies aan de Universiteit van Birmingham en werd medewerker in de faculteit der medicijnen aan de UNAM.
Narro Robles heeft meer dan 56 artikelen gepubliceerd, is adviseur geweest bij de Wereldgezondheidsorganisatie en is sinds 1992 lid van de Mexicaanse Academie der Medicijnen. Hij is ook werkzaam geweest bij het ministerie van Binnenlandse Zaken en was onderminister van gezondheid en algemeen directeur van de gezondheidszorg in Mexico-Stad.
Van 2003 tot 2007 was hij directeur van de faculteit der Medicijnen en in oktober 2007 werd hij tot rector van de UNAM benoemd, een functie waarin hij Juan Ramón de la Fuente opvolgde.